# Сиена (пигмент)
Сиена (итал. terra di Siena «сиенская земля») — природный железоокисный жёлто-коричневый пигмент, гидрат окиси железа с примесью глинистых минералов и двуокиси марганца. Одна из разновидностей охр, отличающаяся от неё большим количество железа и почти полным отсутствием глины.

## Состав

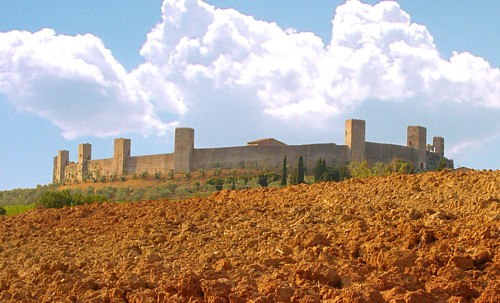
Почва богатая лимонитом (гидрат оксида железа), главным ингредиентом сиены

Сиена устойчива к действию света и щелочей, при нагревании темнеет.
Химическая формула: {\displaystyle {\ce {Fe2O3 + MnO2 + nH2O + SiO2 + Al2O3}}}

## История
Сиена была известна ещё в античном Риме. Добывалась в Арчидоссо в Тоскане. В те времена называлась terra rossa (итал. terra rossa — красная земля), terra gialla, terra di Siena. В эпоху Ренессанса, художник и писатель Джорджо Вазари назвал этот пигмент  итал. terra rossa. Наряду с другими земельными пигментами, умбры и охры, сиена стала стандартом коричневой краски у живописцев 16—19 веков, включая Караваджо и Рембрандта.

## Вариации
Сиены бывают различных цветов, в зависимости от содержания окиси железа и силиката.